# 50州25セント硬貨

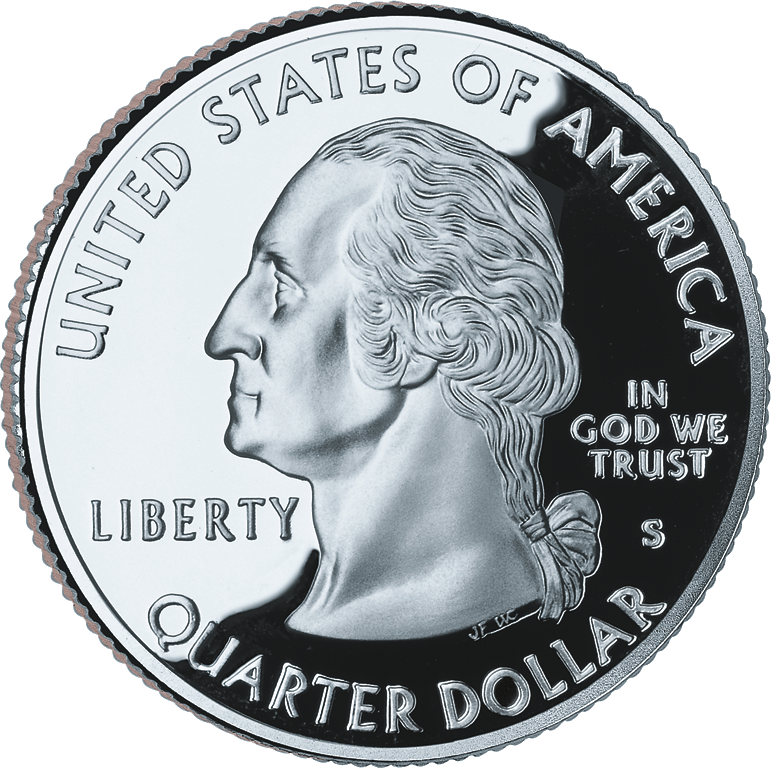
25セント硬貨の表面

50州25セント硬貨（ごじっしゅうにじゅうごセントこうか、The 50 State Quarters）は、アメリカ合衆国造幣局が発行する特殊硬貨プログラム「50州25セント硬貨プログラム The 50 State Quarters Program」で発行された25セント硬貨である。「State Quarters」の愛称で知られる。
ただしこれらは通常の記念硬貨とは異なり、流通を目的として大量に鋳造、発行されているため、オリンピックやワールドカップの記念硬貨のような希少価値はない。1999年から2008年にかけて、50州それぞれの特徴が裏面に描かれた25セント硬貨が発行された。　
このプログラムに類似したものとして、アメリカ合衆国大統領とアメリカ合衆国のファーストレディの肖像が表面に描かれた1ドル硬貨を2007年から2016年まで発行する「大統領1ドル硬貨プログラム」や、各州の国立公園がデザインされた2010年からのアメリカ・ザ・ビューティフル25セント硬貨が存在する。

## 概要
このプログラムの期間中、1年に5回（73日に1回）新たな硬貨が発行されていき、10年間ですべての州の硬貨を発行する。それぞれの図柄は、その州独特の歴史、伝統、シンボルになっており、通常、その州の住民がデザインしたものを州政府が選び、そしてその州の図柄を決定する。
硬貨は合衆国に加入した時期の早い州から順番に発行されていく。硬貨の表面の図柄は、それ以前の25セント硬貨のものとほぼ同じである（やや修正が加えられた）。 このプログラムを規定した1997法令では、2009年までに新たな州が合衆国に加盟した場合に新たな25セント硬貨を発行すると規定されていたが、加盟した州はなかった。
このプログラムはアメリカの記念硬貨の中でももっとも有名なものとして知られるようになった。アメリカ合衆国造幣局によると、コレクターの数は1億人以上に上るとされる。
このプログラムの対象地域を50州だけに限定せず、ワシントンD.C.、プエルトリコ、北マリアナ諸島、さらにはグアム、アメリカ領ヴァージン諸島、アメリカ領サモアなどの地域の硬貨も発行するように、というような内容の法案が5回に渡ってアメリカ合衆国議会に持ちかけられた。この法案は第106期、107期、108期、109期、110期米国議会で下院議会を通過したが、これが上院議会を通過することはなかった。しかし2009年になってこの法案は成立したことから、「米国50州」に引き続き発行された。ただし、50州硬貨とは独立したプログラムであるとされている。
いずれも、流通用の白銅貨とは別に、収集家向け販売用のプルーフ銀貨も発行されている。

## 詳細
50州硬貨と、2009年の法律で発行が決定したその他の領域の6つの硬貨を発行順に示す。
| 州名                     | 硬貨発行日 （合衆国加入日）       | 発行枚数         | デザイン                           | 図柄 | 原版担当者                                   |
| ------------------------ | --------------------------------- | ---------------- | ---------------------------------- | --- | -------------------------------------------- |
| デラウェア州             | 1999年1月1日 （1787年12月7日）    | 7億7482万4000枚  | デラウェア州25セント硬貨           | 馬にまたがるシーザー・ロドニー 文字："The First State"（一番目の州）、"Caesar Rodney"（シーザー・ロドニー）                                                                       | ウィリアム・カズンズ (William Cousins)       |
| ペンシルベニア州         | 1999年3月8日 （1787年12月12日）   | 7億0733万2000枚  | ペンシルベニア州25セント硬貨       | 女神像と州の輪郭,州の輪郭の左上部にキーストンの象徴 文字："Virtue, Liberty, Independence"（美徳、自由、独立）                                                                     | ジョン・マーカンティ (John Mercanti)         |
| ニュージャージー州       | 1999年5月17日 （1787年12月18日）  | 6億6222万8000枚  | ニュージャージー州25セント硬貨     | デラウェア川を越えるワシントンとジェームズ・モンロー（旗を掲げている） 文字："Crossroads of the Revolution"（革命の分かれ道）                                                     | アルフレッド・マレツキー (Alfred Maletsky)   |
| ジョージア州             | 1999年7月19日 （1788年1月2日）    | 9億3993万2000枚  | ジョージア州25セント硬貨           | 桃、オーク（州の木）の小枝、州の輪郭 文字："Wisdom, Justice, Moderation"（知恵、正義、穏健）                                                                                      | T.ジェームス・ファーレル (T. James Ferrell)  |
| コネティカット州         | 1999年10月12日 （1788年1月9日）   | 13億4662万4000枚 | コネティカット州25セント硬貨       | オークの木 文字："The Charter Oak"（チャーター・オーク） | T.ジェームス・ファーレル (T. James Ferrell)  |
| マサチューセッツ州       | 2000年1月3日 （1788年2月6日）     | 11億6378万4000枚 | マサチューセッツ州25セント硬貨     | ミニットマン、州の輪郭 文字："The Bay State"（入り江の州） | トーマス・D・ロジャース (Thomas D. Rodgers)  |
| メリーランド州           | 2000年3月13日 （1788年4月28日）   | 12億3473万2000枚 | メリーランド州25セント硬貨         | 州会議事堂のドーム、ホワイト・オーク 文字："The Old Line State" | トーマス・D・ロジャース (Thomas D. Rodgers)  |
| サウスカロライナ州       | 2000年5月22日 （1788年5月23日）   | 13億0878万4000枚 | サウスカロライナ州25セント硬貨     | パルメット・ヤシの木（州の木）、カロライナ・ミソサザイ（チャバラミソサザイ、州の鳥）、カロライナジャスミン（州の花）、州の輪郭 文字："The Palmetto State"（パルメット・ヤシの州） | トーマス・D・ロジャース (Thomas D. Rodgers)  |
| ニューハンプシャー州     | 2000年8月7日 （1788年6月21日）    | 11億6901万6000枚 | ニューハンプシャー州25セント硬貨   | オールド・マン・オブ・ザ・マウンテン（山の老人）、9つの星 文字："Old Man of the Mountain"（山の老人）、"Live Free or Die"（自由を、さもなくば死を）                               | ウィリアム・カズンズ (William Cousins)       |
| バージニア州             | 2000年10月16日 （1788年6月25日）  | 15億9461万6000枚 | ヴァージニア州25セント硬貨         | 3隻の船（スーザン・コンスタント号、ゴッドスピード号、ディスカバリー号） 文字："Jamestown, 1607-2007," "Quadricentennial"（ジェームズタウン 1607年-2007年 400周年記念）            | エドガー・Z・スティーバー (Edgar Z. Steever) |
| ニューヨーク州           | 2001年1月2日 （1788年7月26日）    | 12億7504万0000枚 | ニューヨーク州25セント硬貨         | 自由の女神像、11個の星、ハドソン川とエリー運河による州の輪郭 文字："Gateway to Freedom"（自由への入口）                                                                           | アルフレッド・マレツキー (Alfred Maletsky)   |
| ノースカロライナ州       | 2001年3月12日 （1789年11月21日）  | 10億5547万6000枚 | ノースカロライナ州25セント硬貨     | ライトフライヤー号、ライト兄弟 文字："First Flight"（初飛行） | ジョン・マーカンティ (John Mercanti)         |
| ロードアイランド州       | 2001年5月21日 （1790年5月29日）   | 8億7010万0000枚  | ロードアイランド州25セント硬貨     | ナラガンセット湾に浮かぶアメリカズ・カップのヨット「リライアンス号」、ペル橋 文字："The Ocean State"（海の州）                                                                    | トーマス・D・ロジャース (Thomas D. Rodgers)  |
| バーモント州             | 2001年8月6日 （1791年5月4日）     | 8億8280万4000枚  | バーモント州25セント硬貨           | 楓の木とメープルシロップを集めるバケツ、キャメルズ・ハンプ山 文字："Freedom and Unity"（自由と団結）                                                                              | T.ジェームス・ファーレル (T. James Ferrell)  |
| ケンタッキー州           | 2001年10月15日 （1792年6月1日）   | 7億2356万4000枚  | ケンタッキー州25セント硬貨         | 柵の中のサラブレッドとフェデラル・ヒルの邸宅 文字："My Old Kentucky Home" | T.ジェームス・ファーレル (T. James Ferrell)  |
| テネシー州               | 2002年1月2日 （1796年6月1日）     | 6億4806万8000枚  | テネシー州25セント硬貨             | フィドル、トランペット、ギター、楽譜、3つ星 文字："Musical Heritage"（音楽の遺産）                                                                                                | ドナ・ウィーバー (Donna Weaver)              |
| オハイオ州               | 2002年3月18日 （1803年3月1日）    | 6億3203万2000枚  | オハイオ州25セント硬貨             | ライトフライヤー号、宇宙飛行士（州出身で、人類で初めて月に降りたニール・アームストロング）、州の輪郭 文字："Birthplace of Aviation Pioneers"（航空技師の生まれた地）              | ドナ・ウィーバー (Donna Weaver)              |
| ルイジアナ州             | 2002年5月30日 （1812年4月30日）   | 7億6420万4000枚  | ルイジアナ州25セント硬貨           | ペリカン（州の鳥）、トランペットと楽譜、ルイジアナ買収の地図 文字："Louisiana Purchase"（ルイジアナ買収）                                                                         | ジョン・マーカンティ (John Mercanti)         |
| インディアナ州           | 2002年8月2日 （1816年12月11日）   | 6億8980万0000枚  | インディアナ州25セント硬貨         | インディ・カー、州の輪郭、19個の星 文字："Crossroads of America"（アメリカの交差点）                                                                                              | ドナ・ウィーバー (Donna Weaver)              |
| ミシシッピ州             | 2002年10月15日 （1817年12月10日） | 5億7960万0000枚  | ミシシッピ州25セント硬貨           | マグノリアの花（州の花） 文字："The Magnolia State"（マグノリアの州） | ドナ・ウィーバー (Donna Weaver)              |
| イリノイ州               | 2003年1月2日 （1818年12月3日）    | 4億6320万0000枚  | イリノイ州25セント硬貨             | 若き日のリンカーン、農村の様子、シカゴのビル群; 州の輪郭、21個の星 文字："Land of Lincoln"（リンカーンの土地）"21st state/century"（21番目の州／世紀）                            | ドナ・ウィーバー (Donna Weaver)              |
| アラバマ州               | 2003年3月17日 （1819年12月14日）  | 4億5740万0000枚  | アラバマ州25セント硬貨             | いすに座るヘレン・ケラー、松（州の木）の枝、 マグノリアの花 文字："Spirit of Courage"（勇気の精神）、アルファベットと点字で"Helen Keller"（ヘレン・ケラー）                       | ノーマン・E・ネメス (Norman E. Nemeth)       |
| メイン州                 | 2003年6月2日 （1820年5月15日）    | 4億4880万0000枚  | メイン州25セント硬貨               | パマキッド岬灯台とスクーナー | ドナ・ウィーバー (Donna Weaver)              |
| ミズーリ州               | 2003年8月4日 （1821年8月10日）    | 4億5320万0000枚  | ミズーリ州25セント硬貨             | ゲートウェイ・アーチ、ミズーリ川を下るルイスとクラーク 文字："Corps of Discovery 1804-2004"（発見隊1804-2004）                                                                    | アルフレッド・マレツキー (Alfred Maletsky)   |
| アーカンソー州           | 2003年10月20日 （1836年6月15日）  | 4億5780万0000枚  | アーカンソー州25セント硬貨         | ダイヤモンド（州の宝石）、稲の茎、湖の上を飛ぶマガモ | ジョン・マーカンティ (John Mercanti)         |
| ミシガン州               | 2004年1月26日 （1837年1月26日）   | 4億5960万0000枚  | ミシガン州25セント硬貨             | 州の輪郭、五大湖の輪郭 文字："Great Lakes State"（五大湖の州） | ドナ・ウィーバー (Donna Weaver)              |
| フロリダ州               | 2004年3月29日 （1845年3月3日）    | 4億8180万0000枚  | フロリダ州25セント硬貨             | スペインの大帆船、ヤシの木（州の木）、スペースシャトル 文字："Gateway to Discovery"（発見への入口）                                                                               | T.ジェームス・ファーレル (T. James Ferrell)  |
| テキサス州               | 2004年6月1日 （1845年12月29日）   | 5億4180万0000枚  | テキサス州25セント硬貨             | 州の輪郭、星、ロープ 文字："The Lone Star State" | ノーマン・E・ネメス (Norman E. Nemeth)       |
| アイオワ州               | 2004年8月30日 （1846年12月28日）  | 4億6520万0000枚  | アイオワ州25セント硬貨             | 校舎、木を植える教師と生徒達 文字："Foundation in Education"（教育の設立）、"Grant Wood"（グラント・ウッド）                                                                      | ジョン・マーカンティ (John Mercanti)         |
| ウィスコンシン州         | 2004年10月25日 （1848年5月29日）  | 4億5320万0000枚  | ウィスコンシン州25セント硬貨       | 雄牛、チーズ、トウモロコシ 文字："Forward"（前進） | アルフレッド・マレツキー (Alfred Maletsky)   |
| カリフォルニア州         | 2005年1月31日 （1850年9月9日）    | 5億2040万0000枚  | カリフォルニア州25セント硬貨       | ジョン・ミュアー、カリフォルニアコンドル、ハーフドーム、セコイアデンドロン 文字："John Muir"（ジョン・ミュアー）、"Yosemite Valley"（ヨセミテ渓谷）                               | ドン・エバーハート (Don Everhart)            |
| ミネソタ州               | 2005年4月4日 （1858年5月11日）    | 4億8800万0000枚  | ミネソタ州25セント硬貨             | ハシグロアビ（州の鳥）、釣り、州の輪郭 文字："Land of 10,000 Lakes"（1万の湖の地）                                                                                                | チャールズ・ビッカース (Charles Vickers)     |
| オレゴン州               | 2005年6月6日 （1859年2月14日）    | 7億2020万0000枚  | オレゴン州25セント硬貨             | クレーターレイク国立公園 文字："Crater Lake"（クレーター・レイク） | ドナ・ウィーバー (Donna Weaver)              |
| カンザス州               | 2005年8月29日 （1861年1月29日）   | 5億6340万0000枚  | カンザス州25セント硬貨             | アメリカバイソンとヒマワリ | ノーマン・ネメス (Norman Nemeth)             |
| ウェストバージニア州     | 2005年10月14日 （1863年6月20日）  | 7億2160万0000枚  | ウェストヴァージニア州25セント硬貨 | ニュー・リバー・ゴージ橋 文字："New River Gorge"（ニュー・リバー・ゴージ） | ジョン・マーカンティ (John Mercanti)         |
| ネバダ州                 | 2006年1月31日 （1864年10月31日）  | 5億8980万0000枚  | ネヴァダ州25セント硬貨             | マスタング、山、日の出、ヤマヨモギ（州の花） 文字："The Silver State"（銀の州）                                                                                                   | ドン・エバーハート (Don Everhart)            |
| ネブラスカ州             | 2006年4月3日 （1867年5月1日）     | 5億9100万0000枚  |                                    | チムニー・ロック、幌馬車 文字："Chimney Rock"（チムニー・ロック） | チャールズ・ビッカース (Charles Vickers)     |
| コロラド州               | 2006年6月14日 （1876年8月1日）    | 5億6900万0000枚  |                                    | ロングズ・ピーク 文字："Colorful Colorado"（色鮮やかなコロラド） | ノーマン・ネメス (Norman Nemeth)             |
| ノースダコタ州           | 2006年8月28日 （1889年11月2日）   | 6億6480万0000枚  | ノースダコタ州25セント硬貨         | バイソン、バッドランズ | ドナ・ウィーバー (Donna Weaver)              |
| サウスダコタ州           | 2006年11月6日 （1889年11月2日）   | 5億1080万0000枚  | サウスダコタ州25セント硬貨         | ラシュモア山、コウライキジ（州の鳥）、そして小麦（州の草） | ジョン・マーカンティ (John Mercanti)         |
| モンタナ州               | 2007年1月29日 （1889年11月8日）   | 4億9504万0000枚  | モンタナ州25セント硬貨             | バイソンの頭蓋骨と山とミズーリ川 文字："Big Sky Country"（大空の国） | ドン・エバーハート (Don Everhart)            |
| ワシントン州             | 2007年4月11日 （1889年11月11日）  | 5億4520万0000枚  | ワシントン州25セント硬貨           | レーニア山と鮭 文字："The Evergreen State"（常緑の州） | チャールズ・ビッカース (Charles Vickers)     |
| アイダホ州               | 2007年6月5日 （1890年7月3日）     | 5億8140万0000枚  |                                    | ハヤブサと州の輪郭 文字："Esto Perpetua" | ドン・エバーハート (Don Everhart)            |
| ワイオミング州           | 2007年9月4日 （1890年7月10日）    | 5億6440万0000枚  | ワイオミング州25セント硬貨         | カウボーイのシルエット 文字："The Equality State"（平等の州） | ノーマン・ネメス (Norman Nemeth)             |
| ユタ州                   | 2007年11月5日 （1896年1月4日）    | 5億0820万0000枚  | ユタ州25セント硬貨                 | 大陸横断鉄道の完成とゴールデン・スパイク 文字：Crossroads of the West（西への交差点）                                                                                             | ジョセフ・メナ (Joseph Menna)                |
| オクラホマ州             | 2008年1月28日 （1907年11月16日）  | 4億1660万0000枚  | オクラホマ州25セント硬貨           | エンビタイランチョウ（州の鳥）とオオテンニンギク（州の野草） | フィービー・ヘンフィル (Phebe Hemphill)      |
| ニューメキシコ州         | 2008年3月30日 （1912年1月6日）    | 4億8860万0000枚  | ニューメキシコ州25セント硬貨       | 州の輪郭、州旗にあるジア族の太陽のシンボル 文字：Land of Enchantment（魅惑の地）                                                                                                  | ドン・エバーハート (Don Everhart)            |
| アリゾナ州               | 2008年6月11日 （1912年2月14日）   | 5億0960万0000枚  | アリゾナ州25セント硬貨             | グランド・キャニオン、サワロ（弁慶柱サボテン） 文字：Grand Canyon State（グランド・キャニオンの州）                                                                               | ジョセフ・メナ (Joseph Menna)                |
| アラスカ州               | 2008年8月23日 （1959年1月3日）    | 5億0580万0000枚  | アラスカ州25セント硬貨             | 鮭（州の魚）とグリズリー、北極星 文字：The Great Land（雄大な土地） | チャールズ・ビッカース (Charles Vickers)     |
| ハワイ州                 | 2008年11月4日 （1959年8月21日）   | 5億1760万0000枚  | ハワイ州25セント硬貨               | カメハメハ1世の彫像と州の輪郭 文字：Ua Mau ke Ea o ka ʻĀina i ka Pono （治世は正義によって永久に続く）                                                                            | ドン・エバーハート (Don Everhart)            |
| ワシントンD.C.           | 2009年1月26日                     | 1億7240万0000枚  |                                    | デューク・エリントンとピアノ 文字: "Duke Ellington"（デューク・エリントン）、"Justice for All"（皆のための正義）                                                                  | ドン・エバーハート (Don Everhart)            |
| プエルトリコ             | 2009年3月30日                     | 1億3920万0000枚  |                                    | 小さなやぐらとマガの花（プエルトリコの花） 文字: "Isla del Encanto"（スペイン語で「魅力の島」）                                                                                   | ジョセフ・メナ (Joseph Menna)                |
| グアム                   | 2009年5月26日                     | 8760万0000枚     |                                    | 地域の輪郭、伝統的な帆船、ラッテ・ストーン 文字: "Guahan Tanó I Man Chamorro" | ジム・リカーレツ (Jim Licaretz)              |
| アメリカ領サモア         | 2009年7月27日                     | 8200万0000枚     |                                    | アバ（地域の伝統的なボウル状の容器）、かき混ぜ器と棒、海岸に立つココナッツの木 文字: "Samoa Muamua Le Atua"                                                                       | チャールズ・ビッカース (Charles Vickers)     |
| アメリカ領ヴァージン諸島 | 2009年9月28日                     | 8200万0000枚     |                                    | 地域の輪郭、黄杉、マミジロミツドリ、ヤシの木 文字:"United in Pride and Hope"（誇りと希望をもって団結する）                                                                        | ジョセフ・メナ (Joseph Menna)                |
| 北マリアナ諸島           | 2009年11月30日                    | 7280万0000枚     |                                    | 海岸に立つ石灰岩でできた巨大なラッテ・ストーン、カロリン諸島先住民のカヌー、2匹のシロアジサシ、下にカロリン諸島のレイ                                                             | フィービー・ヘンフィル (Phebe Hemphill)      |

上の画像はアメリカ合衆国造幣局のもの

## 発行年別マップ
|  |

| 色 | 年     | 1番目の州          | 2番目の州          | 3番目の州          | 4番目の州            | 5番目の州                | 6番目の州      |
| -- | ------ | ------------------ | ------------------ | ------------------ | -------------------- | ------------------------ | -------------- |
|    | 1999年 | デラウェア州       | ペンシルベニア州   | ニュージャージー州 | ジョージア州         | コネティカット州         |                |
|    | 2000年 | マサチューセッツ州 | メリーランド州     | サウスカロライナ州 | ニューハンプシャー州 | バージニア州             |                |
|    | 2001年 | ニューヨーク州     | ノースカロライナ州 | ロードアイランド州 | バーモント州         | ケンタッキー州           |                |
|    | 2002年 | テネシー州         | オハイオ州         | ルイジアナ州       | インディアナ州       | ミシシッピ州             |                |
|    | 2003年 | イリノイ州         | アラバマ州         | メイン州           | ミズーリ州           | アーカンソー州           |                |
|    | 2004年 | ミシガン州         | フロリダ州         | テキサス州         | アイオワ州           | ウィスコンシン州         |                |
|    | 2005年 | カリフォルニア州   | ミネソタ州         | オレゴン州         | カンザス州           | ウェストバージニア州     |                |
|    | 2006年 | ネバダ州           | ネブラスカ州       | コロラド州         | ノースダコタ州       | サウスダコタ州           |                |
|    | 2007年 | モンタナ州         | ワシントン州       | アイダホ州         | ワイオミング州       | ユタ州                   |                |
|    | 2008年 | オクラホマ州       | ニューメキシコ州   | アリゾナ州         | アラスカ州           | ハワイ州                 |                |
|    | 2009年 | ワシントンD.C.     | プエルトリコ       | グアム             | アメリカ領サモア     | アメリカ領ヴァージン諸島 | 北マリアナ諸島 |